# Filip Hodas
Filip Hodas (* 10. července 1992 Praha), známý také pod přezdívkou Hoodass, je český digitální umělec, 3D grafik a ilustrátor. Ve svých pracích využívá velké množství prvků od surrealismu až po reference současných kulturních ikon. Jeho nejpopulárnější sérií je Pop Culture Dystopia, která se v roce 2018 stala virální. Jeho tvorba se vyznačuje vysokou mírou detailu a realističnosti, kdy Hodas mistrně balancuje na hranici fikce a reality.
V roce 2020 zvítězil v anketě Esquire MAN 2020 v kategorii Digital. S 624 tisíci sledujícími patří mezi dvacet nejsledovanějších Čechů na Instagramu.

## Osobní život
Narodil se 10. července 1992 v Praze, kde následně i vyrůstal v Praze 9 - Letňanech. Jeho matka pochází ze Slovenska, z otcovy strany má předky ve Spojeném království. Je vnukem Jaroslava Tomčíka, důstojníka čs. jednotek ve Velké Británii a pozdějšího politického vězně. Jeho nevlastním bratrem je oceňovaný britský skladatel Alexis Kirke. V letech 1998 - 2007 navštěvoval Základní školu Tupolevova, následně v letech 2007 až 2011 studoval na Gymnáziu U Libeňského zámku. Po dokončení gymnázia byl přijat na Fakultu informačních technologií ČVUT. Studium však nedokončil, jelikož se již během svých studií věnoval umělecké tvorbě. Po ukončení vysokoškolského studia začal pracovat v pražské společnosti PRESCO, kde se zaměřoval zejména na ilustraci a 2D návrhy produktů. Pod přezdívkou HDS působil rovněž jako DJ, v roce 2014 hrál na největším drum and bassovém festivalu na světě Let It Roll. Žije v pražských Vršovicích.

## Umělecká kariéra
Grafice se věnoval již během svého dospívání, kdy vytvářel plakáty odkazující na kulturní události, a to zejména v rámci hudební scény. Svou uměleckou kariéru začal v roce 2015, kdy nahrál svůj vůbec první 3D render na svůj instagramový účet. Následující dva roky pak na Instagram nahrával novou ilustraci každý den, a to v rámci svého osobního projektu 'Daily Renders'. Za toto období vytvořil přes 400 ilustrací, díky kterým získal statisíce sledujících z celého světa a jeho popularita rostla. Díky instagramovému účtu se na něj začali rovněž obracet klienti se svými zakázkami. V roce 2016 se stal umělcem na volné noze.
K vytvoření propracovaných renderů s vysokou mírou realističnosti využívá velké množství softwaru – zejména programy Cinema 4D, Zbrush, OctaneRender, Substance Painter, či Adobe Photoshop.

### Komerční tvorba
Během své kariéry spolupracoval s řadou světoznámých značek a umělců. Pracoval na kampaních pro Adidas, Samsung, Adobe, Coca-Colu, Apple, vytvořil přebal desky pro francouzského skladatele elektronické hudby Jean-Michel Jarre, navrhoval přebaly knih pro americké nakladatelství HarperCollins, jedno z největších knižních vydavatelství na světě, jeho umělecké práce si nechal licencovat i švédský nábytkářský řetězec IKEA a prodával je jako obrazy.

### Osobní tvorba
Mezi nejznámější Hodasovy umělecké série patří Pop Culture Dystopia, Cartoon Fossils, či série Plastic Pollution upozorňující na rostoucí míru plastového znečištění.

#### Pop Culture Dystopia
V sérii Pop Culture Dystopia Hodas využívá světoznámé ikony minulé i současné kulturní scény, které umisťuje do apokalyptických prostředí paralelních světů, čímž poukazuje na pomíjivost těchto ikonických symbolů 20. a 21. století. Mezi nejpopulárnější rendery patří Bikini Bottom ztvárňující americkou animovanou postavu Spongeboba v kalhotách, The Last Trooper zobrazující Stormtroopera z kultovní filmové série Star Wars, Happy Meal inspirovaný proslulým dětským menu fast-foodového řetězce McDonald's, či Bender, robot z populárního seriálu Futurama.

#### Cartoon Fossils
V sérii Cartoon Fossils se Hodas vrací do svého dětství a zpracovává ikony 90. let 20. století. Ve této sérii tak Hodas využívá postavy z kreslených seriálů, na které aplikuje zákony anatomie. Lebky ikonických animovaných postav, například Goofyho, antropomorfního psa Walta Disneyho, Strýčka Skrblíka, Pepka námořníka, či Minnie Mouse pak umisťuje na podstavce v muzeu ke zdůraznění ikoničnosti těchto charakterů a jejich role v dětství dnešních mileniálů.